# Sali Foks
Sali Foks (engl. Sally Fox; 1955 – 2006) je bila inovatorka novih vrsta prirodno obojenih pamuka.
Poznato je da se još 2700 godina pre rođenja Hrista u Indiji, Pakistanu, Egiptu i Peruu uzgajao pamuk različitih boja. 
Industrijalizacijom i razvojem tekstilne industrije najveći broj proizvođača je uzgajao beli pamuk koji je industrija kasnije bojila u najrazličitije boje. Tako je bilo sve do 1989. godine kada je Sali Foks predstavila svetu različitu paletu prirodno obojenih pamuka. 
Više od 7 godina intenzivnog rada je uložila u dobijanje pamuka vrhunskog kvaliteta i željenoj boji da bi u vrlo kratkom vremenu razvila kompaniju vrednu više od 10 miliona dolara, koja se bavila trgovinom prirodno obojenih pamuka. 
Kompanije kao što su Levi’s, LL Bean, Esprit prve su počele da otkupljuju prirodno obojeni pamuk i da razvijaju kolekcije „prirodne odeće“. 
Sali Foks postala je najveći dobavljač pamuka za velike multinacionalne kompanije iz Sjedinjenih Američkih Država i Japana.
Zbog straha od konkurencije, moćni proizvođači klasičnog pamuka iz Kalifornije lobiraju za propise koji su ograničili razvoj Sali Foks, ali ona kompaniju Sali u Arizonu, gde joj se nakon 6 godina ponavlja sudbina iz Kalifornije. 
Konačno kompaniju Sali u Severnu Karolinu, gde konačno organizuje kompaniju koja ima većinski udeo u trgovini pamukom u Sjedinjenim državama, s obzirom da se proizvodnja klasičnog pamuka iSalila u zemlje Azije. 